# Luxparken

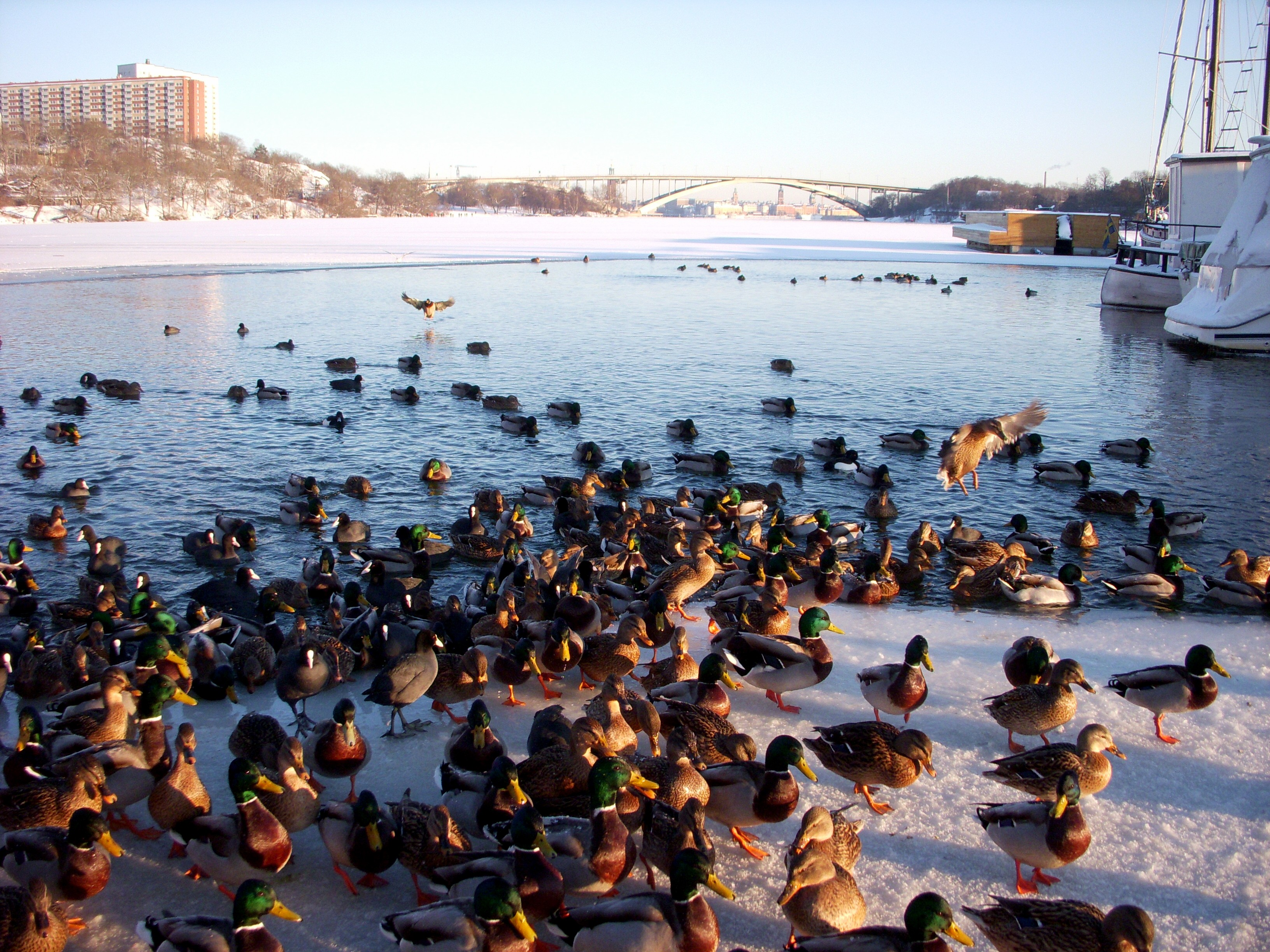
Luxparken i januari 2010.

Luxparken är en park på ön Lilla Essingen i Stockholm. Parken fick sitt namn 1931 och ligger intill Mälaren på öns östra udde.

## Historik
Luxparken fastställdes i stadsplanen för centra delen av Lilla Essingen som vann laga kraft 1931. Själva anläggningsarbetena utfördes åren 1934–1938 samt 1949–1950. Namnet härrör från fabriken AB Lux (sedermera Electrolux) vars industrianläggningar låg i närheten. Parken bestod huvudsakligen av en bergsknalle, gräsmattor och en kort strandpromenad. 
I samband med industriernas avflyttning och nybebyggelse med sjönära bostäder upprustades och utvidgades parken 2004–2008. Den gamla marinan finns kvar men Essinge Båtklubb, som legat här sedan 1934, fick flytta och ligger idag på norra sidan under Essingeleden. Stranden och Luxkajen snyggades till. Då knöts även strandpromenaden ihop med gångstigen på öns norra sida. En liten träbro uppfördes och en ny lekplats anlades. Här finns även en skulptur av Fibben Hald som heter Dansen kring granen, skulpturen restes 1990. År 2007 tillkom Mats Olofgörs Lövlyktor som föreställer konturen av ett 1,4 meter högt eklöv med invändig belysning.

## Bilder

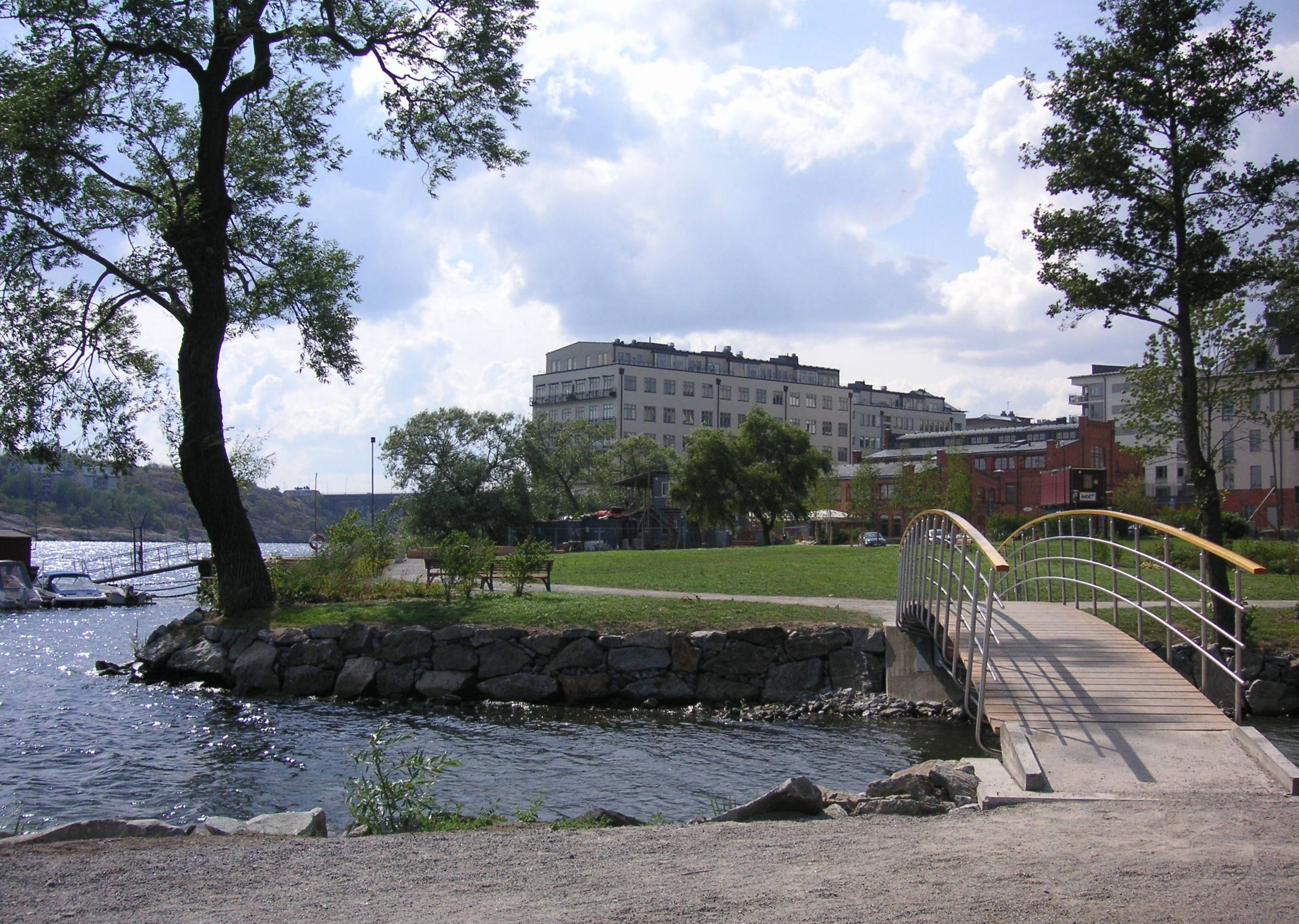
Vy mot syd
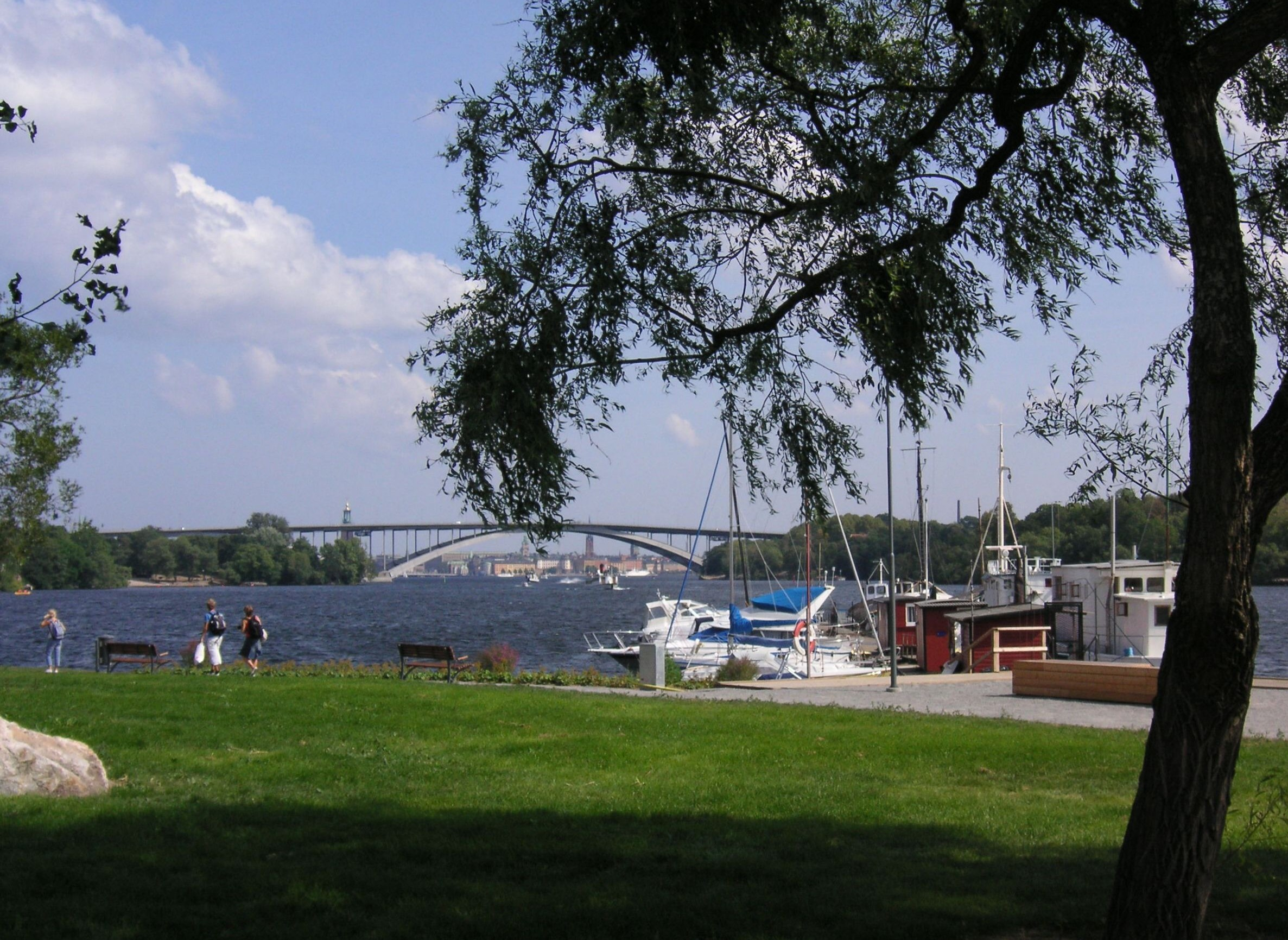
Vy mot öst
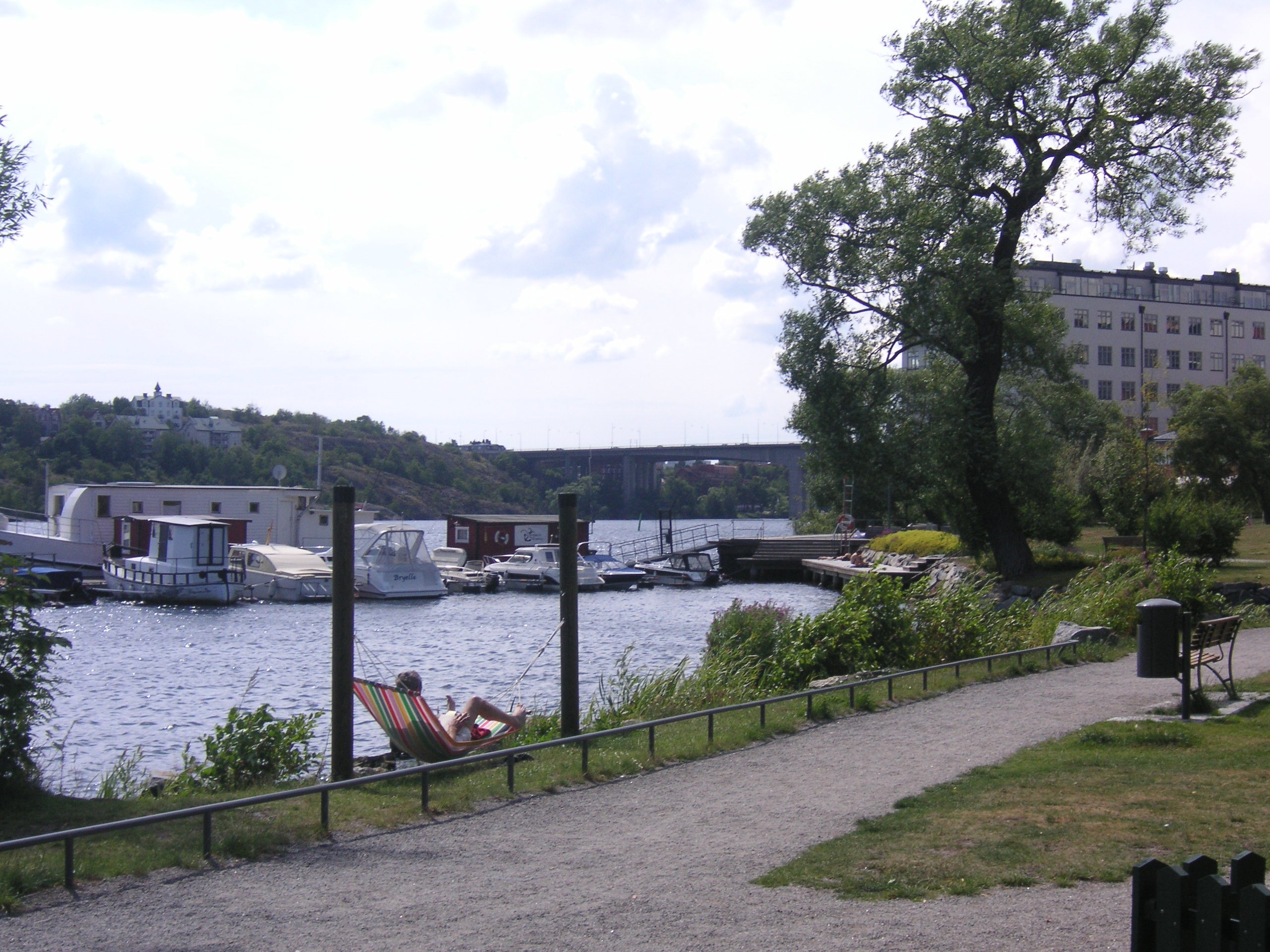
Vy mot sydväst
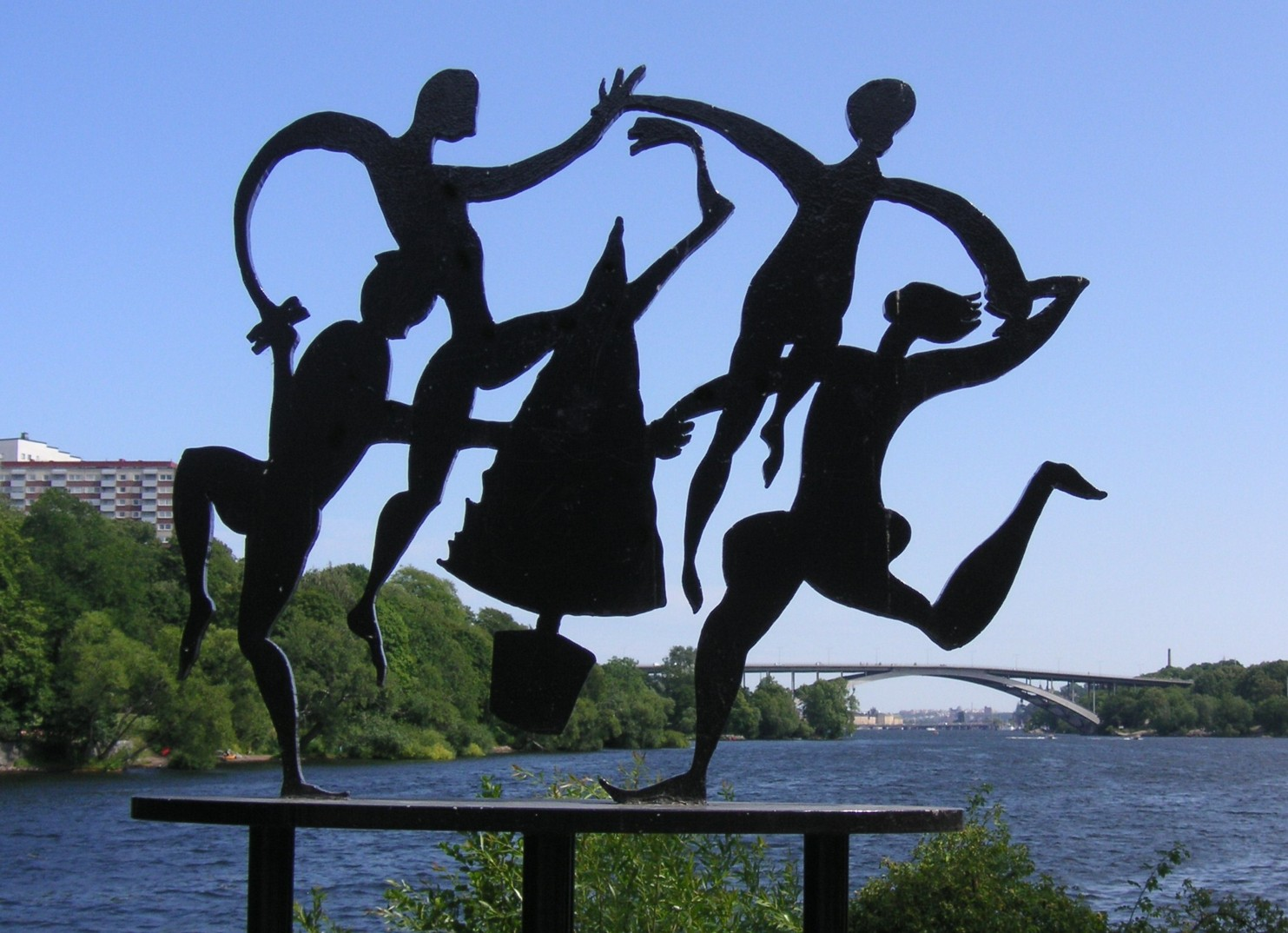
"Dansen kring granen"